# Разпределена обща памет
Разпределителна обща памет (на английски: Distributed Shared Memory (DSM)), също разбирано като разпределително глобално адресно пространство е широк клас от софтуерни и хардуерни изпълнения, където всяка система от кластъера има достъп до голяма обща памет, като допълнение до ограничената не-обща вградена памет.
Валидността на данните е поддържана от специален протокол съобразен с модела на валидиране.